# 키튼 나티비더드
키튼 나티비다드(Kitten Natividad, 1948년 2월 13일 ~ 2022년 9월 24일)는 멕시코 출신의 미국 포르노 배우, 배우, 모델, 글래머 모델이다. 시우다드후아레스에서 태어났다.

## 출연 작품

### 영화
- 슈가박스 (2009년)
- 나이트 앳 더 골든 이글 (2001년)
- 유혹 (1998, The Treat)
- 비치 바니즈 (1993년)
- 러브 러브 대소동 (1990년)
- 툼 (1986년)
- 텐 리틀 메이든스 (1985년)
- 유쾌한 감방 (1985년)
- Night Patrol (1984)
- 와일드 라이프 (1984년)
- 마이 튜터 (1983년)
- 에어플레인 2 (1982년)
- 에어플레인 (1980년)
- 울트라 빅센 (1979년)